# Miniopterus minor
Miniopterus minor (Peters, 1867) è un pipistrello della famiglia dei Miniotteridi diffuso nell'Africa centrale e orientale.

## Descrizione

### Dimensioni
Pipistrello di piccole dimensioni, con la lunghezza totale tra 82 e 97 mm, la lunghezza dell'avambraccio tra 37 e 42 mm, la lunghezza della coda tra 34 e 47 mm, la lunghezza del piede tra 5 e 10 mm, la lunghezza delle orecchie tra 6 e 11 mm e un peso fino a 9 g.

### Aspetto
La pelliccia è corta, densa e vellutata. Le parti dorsali variano dal bruno-nerastro scuro al nerastro con dei leggeri riflessi grigiastri, mentre le parti ventrali sono leggermente più chiare e grigiastre. La fronte è molto alta e bombata, il muso è stretto e con le narici molto piccole. Le orecchie sono corte, triangolari, ben separate tra loro e parzialmente nascoste nella pelliccia. Il trago è lungo con l'estremità arrotondata. Le membrane alari sono marroni scure e attaccate posteriormente sulle caviglie. La lunga coda è inclusa completamente nell'ampio uropatagio. Il calcar è lungo e privo di carenatura.

## Biologia

### Comportamento
Si rifugia in gruppi all'interno di grotte, talvolta anche grotte coralline affioranti dal mare. Le femmine formano vivai nelle zone più interne mentre i maschi tendono a separarsi in gruppi fino a 10 individui per ricongiungersi con l'altro sesso solo durante la stagione riproduttiva. Effettua la muta tra aprile e maggio, nella quale la pelliccia brunastra viene sostituita da una più nerastra.

### Alimentazione
Si nutre di insetti catturati in volo.

### Riproduzione
Danno alla luce un piccolo alla volta durante la stagione delle piogge più breve. L'attivazione sessuale avviene tra aprile e luglio, durante la massima abbondanza di insetti e dopo un periodo a maggio di ovulazione priva di fertilizzazione, durante il quale le femmine attraggono i maschi con un forte odore, si verifica una seconda ovulazione e successiva fertilizzazione a fine luglio e inizi di agosto.

## Distribuzione e habitat
Questa specie è diffuso nell'Africa centrale nel basso bacino del Fiume Congo, lungo le coste orientali centrali di Kenya e Tanzania e sull'isola di São Tomé.
Vive nelle savane alberate e nelle foreste costiere.

## Tassonomia
Sono state riconosciute 3 sottospecie:
- M.m.minor: Kenya sud-orientale, Tanzania nord-orientale;
- M.m.newtoni (Bocage, 1889): São Tomé;
- M.m.occidentalis (Juste & Ibáñez, 1992): Congo meridionale e Repubblica Democratica del Congo sud-occidentale.

## Conservazione
La IUCN Red List, considerati i continui problemi sulla sua tassonomia come l'assenza di informazioni recenti sul suo areale, lo stato della popolazione, i requisiti ecologici e le eventuali minacce, classifica M.minor come specie con dati insufficienti (DD).